# Temperino 8/10 HP
La Temperino 8/10 HP è un'automobile prodotta dalla casa italiana Temperino dal 1918 al 1924.

## Caratteristiche tecniche
La vettura è un'utilitaria, dotata di motore bicilindrico a V di 1.010 cm³, raffreddato ad aria, della potenza di 20 CV, erogati al regime di 2.800 giri al minuto. Con un telaio del peso di 300 kg, veniva prodotta in versione barchetta a due posti o torpedo con capote a tre posti e accreditata della velocità massima di 65 km/h, con un consumo medio di benzina pari a circa 6 kg ogni 100 km. .

## Storia agonistica
La vettura ottenne alcuni successi sportivi, tra questi la vittoria della gara in salita Sassi-Superga del 1919. Nel 1920 conquistò la vittoria del Giro del Sestrières, gara di 256 km, a una media di 52,325 km/h.